# کی‌یف ۲۱۷۱
سیارک ۲۱۷۱ (به انگلیسی: 2171 Kiev، نامگذاری:1973QD1) دو هزار و صد و هفتاد و یکمین سیارک کشف شده‌است که در ۲۸ اوت ۱۹۷۳ کشف شد.
قدر مطلق سیارک برابر ۱۳٫۶۰ است.